# Drie leeuwtjes
Drie leeuwtjes of kortweg Leeuwen is een driedelig artistiek kunstwerk en speelelement in Amsterdam-Oost.
De beeldengroep is ontworpen door Alice Helenklaken van kunstenaarsgroep Handle with Care. Het zijn drie stenen leeuwen, die elk in een andere positie in de open ruimte liggen behorende bij de Leeuwenhoekstraat. Het zijn een leeuw, een leeuwin (die de straat in de gaten houden) en een welp, die op zijn/haar rug ligt te slapen. De beeldengroep stamt uit 2010 toen de Leeuwenhoekstraat en bijbehorende ruimte opnieuw waren ingericht. Van een gangbare straat werd het een soort hofje zonder verkeer.
Van Handle with Care staan/liggen meerdere artistieke objecten in Amsterdam-Oost.

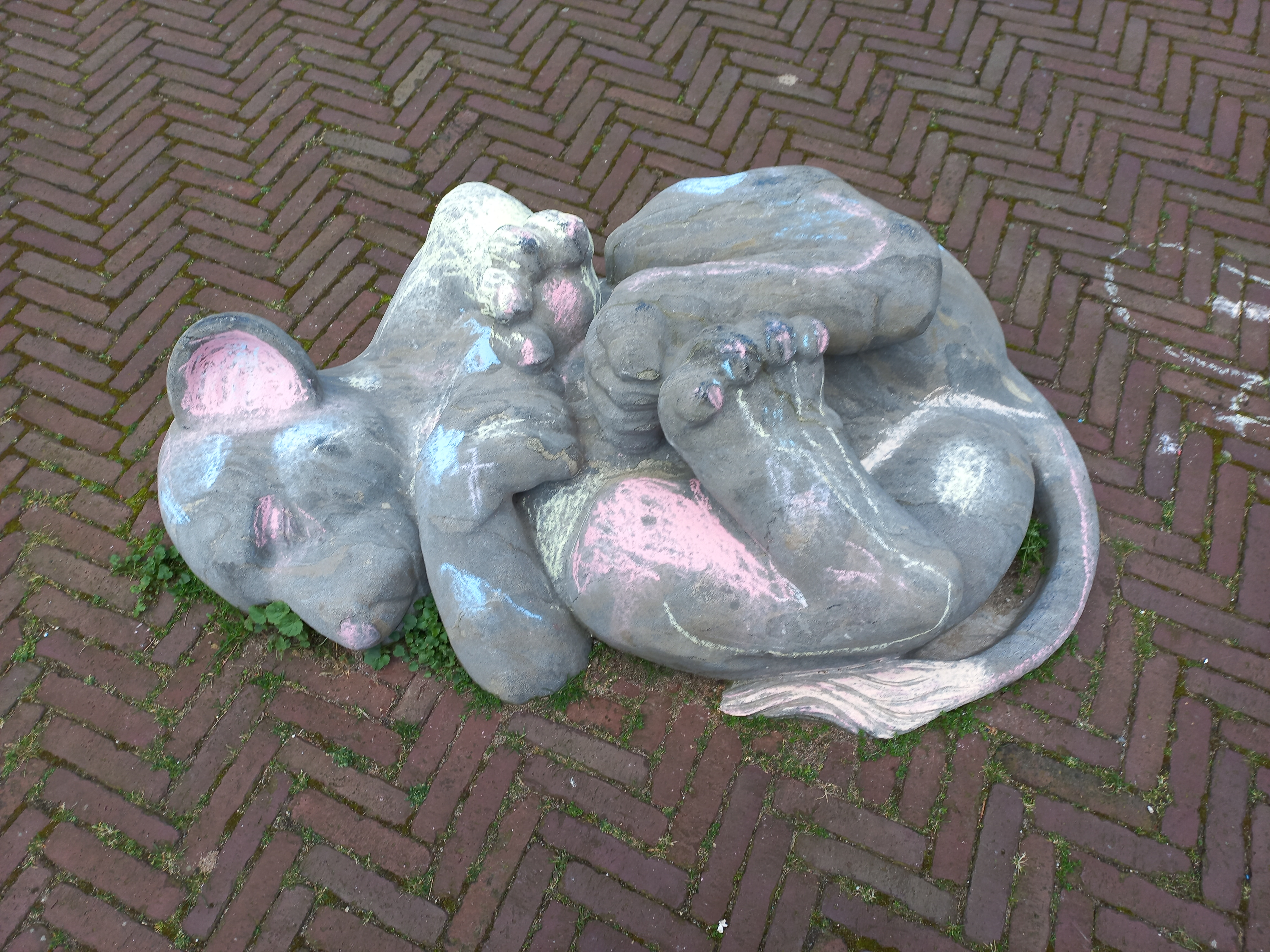
Welp met krijt (april 2024)